# Сколти
Сколти или Сколти Лапонци су лапонска група народа. Они тренутно живе око села Севетијарви, Кевајарви и Нелим у општини Инари, на пар места у Мурманској области и у селу Неиден у општини Сер Варангер. Сматрају се аутохтоним народом који живе у граничном појасу данашње Финске, Русије и Норвешке, тј. на Кољском полуострву и суседној Феноскандији. Део су културне групе источних Лапонаца и говоре сколтским језиком. Припадници су православне вере, док остали Лапонци и Финци припадају лутеранској цркви. 

## Историја
Као последица мировног споразума између Русије и Финске (1920), сколтска домовина је била подељена на два дела. Западни део Петсамо је постао део Финске, а источни део је постао део Совјетског Савеза. Граница је постала претња идентитету Сколта, јер је због ње било тешко одржавати традицију узгоја ирваса, лова и риболова. Многи фински имигранти су се преселили у традиционалне сколтске територије после ове поделе. Године 1926. су једна четвртину популације области Петсамо чинили Сколти, а 1930. године је опало на шестину.
После зимског рата (1939), Финска је изгубила део Рибачког полуострва, а потом, у настављеном рату (1941–1944), су изгубили и Петсамо. Као резултат, Сколти који су живели у Суоњелу and Пјатсокију су пребачени у Финску, где су сеуњелски Сколти населили села Севетијарви, Кевајарви дуж Раутујоки реке, а петсалмски Сколти се Мустола и Нелим.

## Демографија
Тренутна процена је да етничких Сколта има око 1.250, од чега око 400 говоре сколтско-лапонским језиком. Већина њих живи данас у Финској.
У Финској живи око 700, Русији 400, а у Норвешкој можда нешто више од 150.

## Религија
Свети Трифун Печенгски је покрстио Сколте у 16. веку и до данас је већина Сколта православе вероиспивести.